# 巴蜀語
巴蜀語（はしょくご、普通話拼音:Bāshǔ yǔ、四川語拼音：Ba1su2yu3、IPA：[pa55su21y53]）は、かつて中国四川省や重慶などの地域で使用されていた言語。中古漢語からの派生諸語とされる。

## 概要
華夏語と古蜀語、古巴語を由来とし、前漢の時代から使用されていた。四川盆地の閉鎖的な地理条件から、巴蜀語は宋代まで独立した言語として成立していたが、明代に絶滅した。現在は岷江語や楽山語、あるいはそれに近い地方の方言で巴蜀語の特徴が残っている。